# 小行星5713
小行星5713是一颗围绕太阳公转的小行星。1982年3月21日，亨利·德波鸿诺在拉西拉天文台发现了此天体。
这颗小行星的绝对星等为151.619081189795等。